# 永春南海溪蟹
永春南海溪蟹（学名：Nanhaipotamon yongchuense）为溪蟹科南海溪蟹属的动物。在中国大陆，分布于福建等地，常栖息于海拔500 米山区稻田沟渠泥洞中。